# 키안몬인노 이치죠
키안몬인노 이치죠(일본어: 徽安門院一条 きあんもんいんのいちじょう[*], 생몰년 미상)는 난보쿠초 시대의 궁정 여관이자 여류가인이다. 본명은 알려지지 않았다.
오기마치 킨카게의 딸로, 어머니는 호죠 히사토키의 딸이다. 키안몬인 쥬시 내친왕 (하나조노 천황의 황녀. 고곤 천황의 후궁)을 섬겨, 이치죠노츠보네 (一条局)라 칭했다. 그 후, 고곤인의 총애를 받아, 요시히토 친왕 (오기마치노미야)를 낳았다.
후기 쿄고쿠파의 가인으로, 고코쿠 4년 (1343년) 겨울 이전의 원육수가합(院六首歌合)에 출영하였다. 또한, 정화백수ㆍ연문백수에도 와카가 수록되어있다. 『후가와카슈』 이후의 칙찬와카집에 22수가 입집해있다. 가집『키안몬인노 이치죠집』을 남겼다.